# Daichi Takatani
Daichi Takatani (jap. 高谷大地 Takatani Daichi; ur. 22 listopada 1994) – japoński zapaśnik walczący w stylu wolnym. Srebrny medalista olimpijski z Paryża 2024 w kategorii 74 kg. Brązowy medalista mistrzostw świata w 2023 roku. 
Wicemistrz igrzysk azjatyckich w 2018. Wicemistrz Azji w 2018; trzeci w 2020 i 2022. Srebrny medalista halowych igrzysk azjatyckich w 2017. Trzeci w Pucharze Świata w 2018; czwarty w 2019 i ósmy w 2014. Trzeci na MŚ juniorów w 2014 roku.
Jego brat Sōsuke Takatani jest również zapaśnikiem, olimpijczykiem z Londynu 2012 i Rio de Janeiro 2016.